# دونگا بلا رکا (بور)
دونگا بلا رکا (به صربی: Donja Bela Reka) یک منطقهٔ مسکونی در صربستان است که در بور واقع شده‌است. دونگا بلا رکا ۸۲۳ نفر جمعیت دارد.